# 郭霸 (唐朝)
郭霸（?—?），《新唐书》作郭弘霸，庐江人。武则天时期的酷吏。
天授二年（691年），郭霸任宋州宁陵丞时，响应武周革命，拜左台监察御史。如意元年（692年），除左台殿中侍御史。长寿二年（693年），他在武则天面前自表忠心：“往年征徐敬业，臣愿抽其筋，食其肉，饮其血，绝其髓。”引得武则天大悦，转任右台侍御史。被时人号为“四其御史”。
当时御史大夫魏元忠卧病在家，御史们都前往探问，郭霸独自在后。见到魏元忠时，他面露忧惧，向魏元忠请求尝看他的粪便尿液，以检验疾病的轻重。见郭霸尝视自己的便液，魏元忠感到很惊悚，郭霸却高兴的说：“大夫粪味如果有甜味，可能会不愈。今味苦，当即愈矣。”元忠生性刚直，见他如此阿谀，对他很厌恶，就把这件事透露给朝中的大臣们。
郭霸曾经审理芳州刺史李思徵、宕州刺史皇甫怀节谋反一案，将李思徵严刑拷打，直至不支而死。圣历年间（698—700年），郭霸屡次梦见李思徵向他索命，在一次退朝后马上回家，命家人道：“速请僧转经设斋。”须臾见思徵带着数十骑兵直上其廷堂，曰：“你冤枉陷害我，我今取你命。”郭霸惊惶不已，抽刀自己剖开腹部，很快就生蛆腐烂。当天，闾里亦见兵马数十骑停驻在他家门口，不久就不见了。当时洛阳桥坏了，刚刚修好。武则天有次询问群臣：“如今外面有何好事？”舍人张元一素来滑稽，对曰：“百姓喜洛桥成，幸郭霸死，此即好事。”

## 延伸阅读
[在维基数据编辑]
 《舊唐書·卷186上》，出自刘昫《舊唐書》
 《新唐書·卷209》，出自《新唐書》